# Wilhelm von Haasy

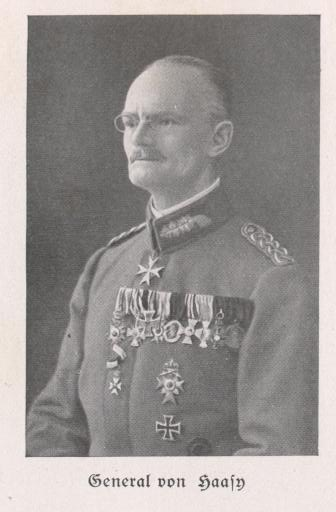
Wilhelm von Haasy

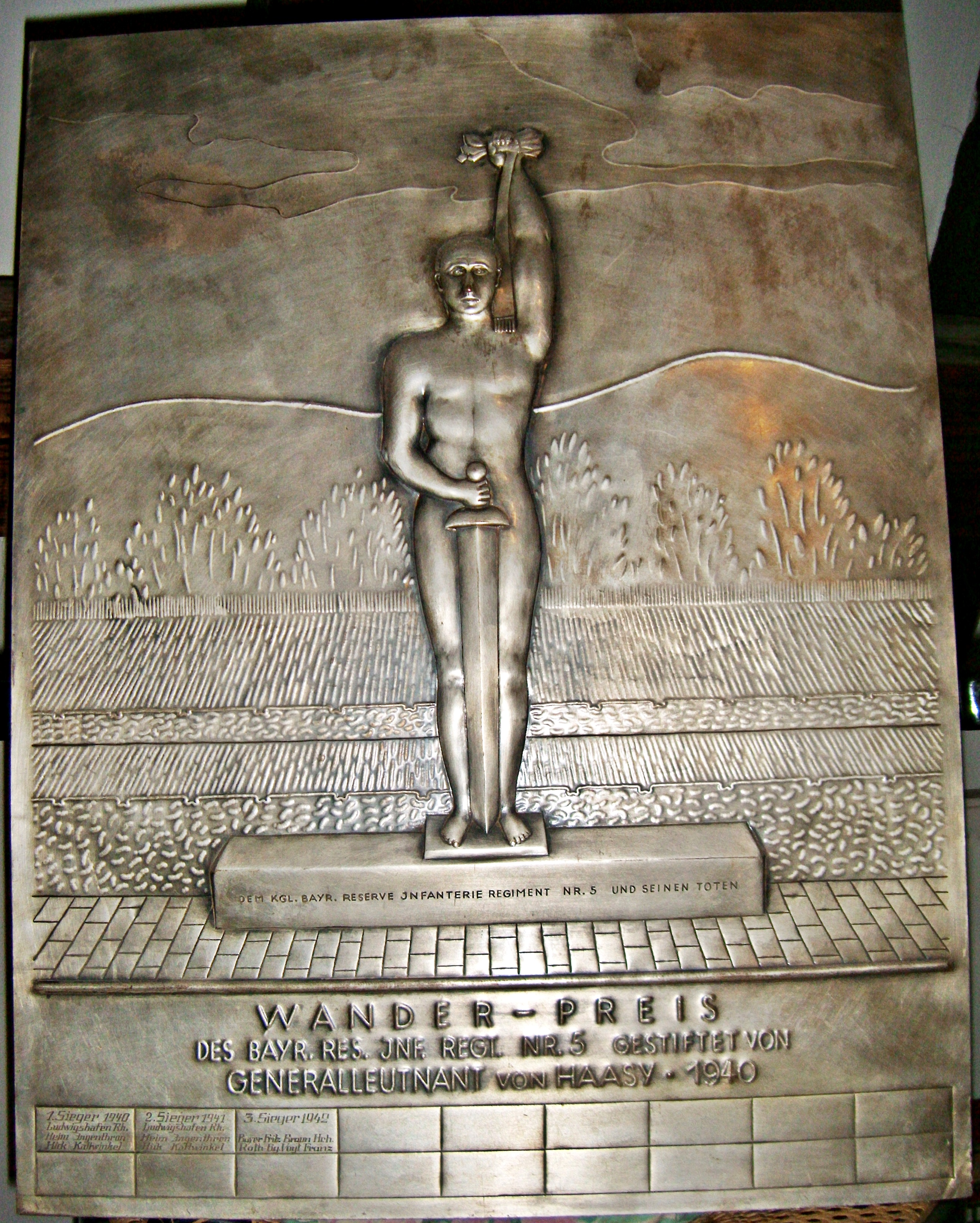
Wanderpreis der Veteranenvereinigung des Reserve-Infanterie-Regiments 5 (mit Abbildung des Regimentsdenkmals in Neustadt an der Weinstraße), gestiftet durch Wilhelm von Haasy, 1940

Wilhelm von Haasy (* 20. Mai 1867 in Passau; † 3. Mai 1946 ebenda) war ein deutscher Generalleutnant.

## Leben
Er entstammte der bayerischen Adels- und Beamtenfamilie von Haasy und war der Sohn des Passauer Landgerichtsdirektors a. D. Franz von Haasy (1827–1910) und dessen Ehefrau Wilhelmine, geborene Oehl.
Haasy trat am 22. Juli 1885 aus dem Kadettenkorps kommend als Portepeefähnrich in das 13. Infanterie-Regiment „Franz Joseph I., Kaiser von Österreich und Apostolischer König von Ungarn“ der Bayerischen Armee ein. Nach dem Besuch der Kriegsschule München wurde er am 7. April 1887 zum Sekondeleutnant befördert. Ab 15. Juni 1891 diente Haasy als Regimentsadjutant, wurde als solcher am 22. Februar 1895 Premierleutnant und schließlich am 26. März 1901 unter Stellung à la suite des Regiments zum Adjutanten des Festungsgouvernement Ingolstadt ernannt.
Zwischenzeitlich war Haasy am 13. Dezember 1899 durch Prinzregent Luitpold von Bayern zum Hofjunker ernannt worden.
Nach seiner Beförderung zum Hauptmann wurde Haasy am 9. März 1903 Kompaniechef im Infanterie-Leib-Regiment. Hier versah er die kommenden Jahre seinen Dienst, wurde am 23. Oktober 1910 Major und rückte Ende Januar 1911 in den Regimentsstab auf. Haasy war dann vom 27. März 1913 bis 18. März 1914 Bataillonskommandeur im 22. Infanterie-Regiment „Fürst Wilhelm von Hohenzollern“ und wurde anschließend Kommandeur des III. Bataillons des 17. Infanterie-Regiment „Orff“ in Germersheim.
Nach der Mobilmachung bei Ausbruch des Ersten Weltkriegs kam Haasy mit seinem Bataillon erstmals in der Schlacht in Lothringen ins Gefecht. Dann folgten die Kämpfe bei Nancy-Épinal, bevor er mit dem Bataillon nach Nordfrankreich verlegte und hier am rechten Heeresflügel in der Schlacht an der Somme kämpfte. Ende Oktober nahm er an der Schlacht um Ypern teil. Bei den Kämpfen südlich von St. Eloi wurde Haasy durch einen Durchschuss des rechten Unterschenkels verwundet. Nach kurzzeitigen Lazarettaufenthalt kehrte er am 13. Dezember 1914 bereits wieder zu seiner Truppe zurück, die sich zu diesem Zeitpunkt bereits im Stellungskrieg befand.
Am 23. April 1915 wurde Haasy zum Kommandeur des Reserve-Infanterie-Regiments 5 ernannt. Nach dem Kämpfen in der Herbstschlacht bei La Bassée und Arras erfolgte am 23. November 1915 seine Beförderung zum Oberstleutnant. Erst im Sommer 1916 verließ das Regiment seine Stellungen und kam in der Schlacht an der Somme bei Longueval und am Foureaux-Wald zum Einsatz. Dabei gelang es seinen Truppen den Foureaux-Wald, der eine Schlüsselstellung der deutschen Verteidigung bildete, 17 Tage lang zu verteidigen. Nach Abschluss der Kämpfe stand das Regiment wieder im Stellungskrieg in Flandern. Im Juni 1917 war Haasy dann an den schweren Kämpfen um Messines beteiligt. Er behauptete hier die ihm zugewiesenen Stellungen gegen die angreifenden Engländer, musste jedoch auf Befehl der Führung den Rückzug antreten. Im Herbst 1917 wurde das Regiment dann in der Dritten Flandernschlacht auf dem linken Flügel der 7. Infanterie-Brigade eingesetzt. Nachdem englische Verbände im Bereich der 23. Reserve-Division deutsche Stellungen erobert hatten, gelang es Haasy im Gegenstoß einen erfolgreichen Angriff auf die Höhen nördlich von Broodseinde zu führen. Auch gelang es unter seiner Führung während der Kämpfe um Passchendaele die Rückgewinnung des Flandernriegels zu ermöglichen. Für diese Leistungen wurde Haasy durch seinen Kommandierenden General Otto von Stetten zur Verleihung des Militär-Max-Joseph-Ordens vorgeschlagen. Haasy wurde daraufhin am 4. Oktober 1917 mit dem Ritterkreuz der höchsten bayerischen Kriegsauszeichnung beliehen.
Im April 1918 bewährte sich Haasy mit seinem Regiment erneut während der Schlacht um den Kemmel. Er wurde am 28. Mai 1918 zum Oberst befördert und am 6. Juni 1918 durch Wilhelm II. mit der höchsten preußischen Tapferkeitsauszeichnung, dem Orden Pour le Mérite beliehen. Im Kriegsverlauf hatte man seine Leistungen bereits mit der Verleihung beider Klassen des Eisernen Kreuzes sowie mit dem Ritterkreuz des Königlichen Hausordens von Hohenzollern mit Schwertern gewürdigt.
Infolge der schweren Verluste während der Abwehrschlacht südlich von Arras bis nördlich Albert im August 1918, wurde sein Regiment bis 16. September 1918 aufgelöst und die Reste auf die 4. Division verteilt. Haasy wurde daraufhin am 5. Oktober 1918 zum Kommandeur des 18. Infanterie-Regiments „Prinz Ludwig Ferdinand“ ernannt, nachdem sein Bruder und bisherige Regimentskommandeur Oberstleutnant Franz von Haasy (1868–1936) wegen eines Unfalles dienstunfähig geworden war. In den letzten Kriegswochen nahm er mit dem Regiment bei der Armeeabteilung C an den Kämpfen in der Woëvre-Ebene teil.
Nach dem Waffenstillstand von Compiègne führte Haasy sein Regiment in die Heimat zurück, wo es ab 11. Dezember 1918 in Ochsenfurt demobilisiert wurde. Mit noch nicht demobilisierten Teilen des Regiments war Haasy am 8. und 9. April 1919 zur Unterdrückung der Unruhen in Würzburg beauftragt. Im Anschluss daran war er auch an der Befreiung Münchens beteiligt. Haasy wurde dann am 23. Mai 1919 in die Vorläufige Reichswehr übernommen und war hier als Infanterieführer bei der Reichswehr-Brigade 23 in Würzburg tätig. Im Zuge der weiteren Verkleinerung der Streitkräfte und der damit verbundenen Auflösung der Brigade wurde Haasy am 30. September 1920 unter Verleihung des Charakters als Generalmajor aus dem Militärdienst entlassen.
Nach seiner Verabschiedung war Haasy lange Jahre Hofkavalier der Prinzessinnen Hildegard und Helmtrud von Bayern. Haasy erhielt am 27. August 1939, dem sogenannten Tannenbergtag, den Charakter als Generalleutnant verliehen. Er verstarb am 3. Mai 1946 in seiner Heimatstadt und wurde im Familiengrab auf dem Hochfriedhof beigesetzt.
Mit den Veteranen „seines“ Reserve-Infanterie-Regiments 5 blieb er in stetiger Verbindung. Noch 1940 stiftete er einen Wanderpreis für den Regimentsverein.